# 4 Sextantis
4 Sextantis (4 Sex / HD 85217 / HR 3893) es un sistema estelar situado en la constelación de Sextans, el sextante.
Tiene magnitud aparente +6,25 y se encuentra a 150 años luz del sistema solar. 
4 Sextantis es una estrella binaria cuyas componentes no pueden ser resueltas de forma visual, siendo conocida su duplicidad por el desplazamiento Doppler de sus líneas espectrales; Shajin, en 1932, fue el primero en advertir que 4 Sextantis era una binaria espectroscópica.
El período orbital del sistema es de 3,0546 días y la órbita es circular.
La componente principal de 4 Sextantis es una estrella blanco-amarilla de tipo espectral F5V —antes catalogada como F7V— cuya temperatura superficial es de 6367 K.
Su masa estimada es de 1,21 masas solares y su radio puede ser un 40 % veces más grande que el radio solar; gira sobre sí misma con una velocidad de rotación proyectada de 19,0 km/s.
Los parámetros de la estrella acompañante apenas son conocidos, estimándose que su masa es un 15 % mayor que la del Sol.
Su luminosidad es 2/3 partes de la que tiene su compañera.
La metalicidad de 4 Sextantis es algo inferior a la solar ([Fe/H] = -0,07) y su edad está comprendida entre 2200 y 2600 millones de años.
Aunque en el pasado se ha conjeturado que el sistema podría pertenecer a la Asociación estelar de TW Hydrae, actualmente se piensa que no es así ya que no se encuentra en la etapa presecuencia principal.